# Germán Araújo
Germán Araújo, vollständiger Name Germán Miguel Araújo Rosi, (* 18. Januar 1995 in Montevideo) ist ein uruguayischer Fußballspieler.

## Karriere
Der 1,78 Meter große Mittelfeldakteur Araújo wechselte im Januar 2016 auf Leihbasis vom Danubio FC zum Canadian Soccer Club. Dort feierte er am 5. März 2016 sein Debüt in der Segunda División, als er von Trainer Elio Rodríguez bei der 0:2-Heimniederlage gegen Deportivo Maldonado in die Startelf beordert wurde. In der Spielzeit 2015/16 bestritt er insgesamt 13 Ligaspiele ohne persönlichen Torferfolg. Im August 2016 folgte eine weitere Ausleihe. Aufnehmender Verein war dieses Mal der Zweitligaaufsteiger Club Sportivo Cerrito. In der Saison 2016 wurde er neunmal in der zweithöchsten uruguayischen Spielklasse eingesetzt. Während der Saison 2017 kam er bislang (Stand: 11. August 2017) zwölfmal in der Liga zum Einsatz. Ein Tor schoss er für den Klub noch nicht.